# Бомец лез Ер
Бомец лез Ер (фр. Beaumetz-lès-Aire) насеље је и општина у североисточној Француској у региону Север-Па д Кале, у департману Па де Кале која припада префектури Сент Омер.
По подацима из 2011. године у општини је живело 230 становника, а густина насељености је износила 51,92 становника/km². Општина се простире на површини од 4,43 km². Налази се на средњој надморској висини од 180 метара (максималној 188 m, а минималној 145 m).

## Демографија
| 1962. | 1968. | 1975. | 1982. | 1990. | 1999. | 2011. |
| ----- | ----- | ----- | ----- | ----- | ----- | ----- |
| 300   | 309   | 286   | 281   | 229   | 240   | 230   |

График промене броја становника у току последњих година